# De gamle
De gamle er en dansk dokumentarfilm fra 1961, der er skrevet og instrueret af Henning Carlsen. Filmen indgår i en dokumentarserie, der også omfatter Ung og Familiebilleder.

## Handling
Ved hjælp af interview belyses alle de problemer, som folk tror melder sig, når alderdommen statistisk set kommer, og de vanskeligheder, som følger med alderen. Er livet forbi, når alderdommen begynder? Danmark har over en halv million folkepensionister, som har været gennem de vanskelige dage, lige efter at de er blevet "forhenværende". Hvordan føles savnet af arbejdspladsen, sidder man med tomme hænder, er livet forbi, når alderdommen begynder?